# TOM集団
TOM集団（ティーオーエムしゅうだん、TOM集团有限公司、香港証券取引所コード：2383）は香港の企業。
長江実業グループの傘下企業で、インターネット、出版、メディアなどエンターテイメント関連を事業とする。2000年3月1日に香港証券取引所に上場した。